# Ідзу (острови)

Острови Ідзу

Острови́ І́дзу (яп. 伊豆諸島, いずしょとう, МФА: [id͡zu ɕotoː]) — група вулканічних островів в західній частині Тихому океані. Розташовані на сході Японського архіпелагу, вздовж Ідзу-Оґасаварського жолоба. Витягнуті з півночі на південь. Адміністративно належать префектурі Токіо, Японія. До середини 19 століття входили до складу провінції Ідзу. Є продовженням вулканічної гряди Фудзі. Складаються з семи головних островів Ідзу та південних малих островів. Станом на 2007 рік загальна площа островів становила 301,39 км², а населення — 24 960 осіб. Найвища точка — гора Нісі, вистою 854 м.

## Острови

### Ідзу
Сім островів Ідзу (яп. 伊豆七島, いずしちとう, МФА: [id͡zu ɕi̥t͡ɕitoː]).
| Назва             | Кандзі   | Площа (км²) | Населення |
| ----------------- | -------- | ----------- | --------- |
| Острів Ідзу-Осіма | 伊豆大島 | 91.06       | 8472      |
| Острів Тосіма     | 利島     | 4.12        | 304       |
| Острів Ніїдзіма   | 新島     | 23.53       | 2420      |
| Острів Кодзу      | 神津島   | 18.87       | 1914      |
| Острів Міяке      | 三宅島   | 55.48       | 2382      |
| Острів Мікура     | 御蔵島   | 20.58       | 313       |
| Острів Хатідзьо   | 八丈島   | 69.54       | 8363      |

Малі острови
| Назва                 | Кандзі   | Площа (км²) | Населення |
| --------------------- | -------- | ----------- | --------- |
| Острів Удоне          | 鵜渡根島 | 0.4         | 0         |
| Острів Сікіне         | 式根島   | 3.9         | 600       |
| Острів Дзінай         | 地内島   | ?           | 0         |
| Острів Хансіма        | 早島     | ?           | 0         |
| Острів Онохара        | 大野原島 | 0.02        | 0         |
| Острів Інамба         | 藺灘波島 | 0.005       | 0         |
| Острів Хатідзьо-Малий | 八丈小島 | 3.08        | 0         |
| Острів Аоґасіма       | 青ヶ島   | 5.98        | 192       |

### Дзунан
Острови Дзунан або Ідзу-Південь (яп. 豆南諸島, ずなんしょとう, МФА: [d͡zunaɴ ɕotoː]) — група скелястих островів на півдні островів Ідзу.
| Назва                 | Кандзі         | Площа (км²) | Населення |
| --------------------- | -------------- | ----------- | --------- |
| Скелі Байонез         | ベヨネース列岩 | 0.01        | 0         |
| Острів Сміта (Японія) | 須美寿島       | 0.02        | 0         |
| Острів Торісіма       | 鳥島           | 4.79        | 0         |
| Скеля Софу            | 孀婦岩         | 0.005       | 0         |